# Kids (MGMT)
"Kids" is een nummer van de Amerikaanse band MGMT. Het nummer verscheen op hun debuutalbum Oracular Spectacular uit 2007. Op 13 oktober 2008 werd het nummer uitgebracht als de derde en laatste single van het album.

## Achtergrond
"Kids" is geschreven door bandleden Andrew VanWyngarden en Benjamin Goldwasser en geproduceerd door de band in samenwerking met Dave Fridmann. Het nummer brengt eerbetoon aan de film Kids uit 1995. Het nummer verscheen voor het eerst op de ep We (Don't) Care uit 2004 en vervolgens op de ep Time to Pretend uit 2005. De versie die op Oracular Spectacular verscheen, is een opnieuw opgenomen versie van het nummer.
"Kids" bereikte de 9e positie in de Amerikaanse Hot Modern Rock Tracks-lijst, alsmede een 91e positie in de Billboard Hot 100. Ook in het Verenigd Koninkrijk werd het een hit, maar wel nadat het werd gebruikt in een commercial voor de televisieserie Waterloo Road. Alhoewel het eerder al een kleine hit was, bereikte het hierna de 16e positie in de UK Singles Chart. Opvallend genoeg debuteerde het nummer op de nummer 1-positie in Noorwegen, maar verdween het in de daaropvolgende week al uit de hitlijsten; het bereikte enkel de eerste plaats vanwege het grote aantal downloads en werd nauwelijks op de radio gedraaid.
In Nederland werd de single destijds regelmatig gedraaid op de landelijke radiozenders, maar bereikte desondanks de Nederlandse Top 40 op Radio 538 en de Mega Top 50 op NPO 3FM niet. Ook in de Single Top 100 werd géén notering behaald.
In België bereikte de single de 19e positie in de Vlaamse Ultratop 50 en de 32e positie in Wallonië. In de Vlaamse Radio 2 Top 30 werd géén notering behaald. De single stond tevens drie weken op de eerste plaats in het radioprogramma De Afrekening van de Belgische publieke radiozender Studio Brussel; in de eindejaarslijst van dit programma haalde het de 32e plaats. In 2010 werd het nummer genomineerd voor een Grammy Award in de categorie Best Pop Performance by a Duo or Group with Vocals, maar verloor het van "I Gotta Feeling" van The Black Eyed Peas.
De videoclip van "Kids", geregisseerd door Ray Tintori, verscheen op 3 juni 2009. In de clip wordt een peuter achtervolgd door monsters die zijn moeder, gespeeld door Joanna Newsom, niet kan zien. De peuter ziet de monsters in zijn wieg en op straat. Hier zet zijn moeder hem neer, waarop hij wegrent en de leden van MGMT tegenkomt, die het nummer spelen in futuristische kleding. Een politieagent, ook een monster, brengt de peuter terug bij zijn moeder. In de auto naar huis ziet hij opnieuw monsters, zowel buiten als op een dvd. Hierop gaat de video over van echte beelden naar animatie, waar vele onwerkelijke dingen gebeuren. Aan het einde rent de peuter weg van een monster in de armen van een grote Andrew VanWyngarden, die explodeert en de peuter de duisternis in verdwijnt. De clip veroorzaakte ophef omdat de peuter gedurende de video echt bang lijkt te zijn, alhoewel op de website van MGMT staat geschreven dat er "geen kinderen pijn zijn gedaan tijdens het maken van deze video". De band bracht later een video uit waarin te zien is hoe de clip is gemaakt; hierin lacht de peuter en communiceert hij met de poppen en acteurs in de monsterpakken.
"Kids" is gebruikt in diverse vormen van media. Het verscheen in afleveringen van de televisieseries Survivors, Gossip Girl, The Real Hustle, The Vampire Diaries en Shameless, de films Whip It! en Twelve en het computerspel FIFA 09. Daarnaast is de videoclip gebruikt in een aflevering van Beavis and Butt-Head. Daarnaast is het gecoverd, gesampled en geremixt door vele artiesten, waaronder B.o.B, Cage the Elephant, Chiddy Bang, DJ AM met Travis Barker, Sebastian Ingrosso, Jack's Mannequin, The Kooks, Mac Miller, Our Lady Peace, Pet Shop Boys, Soulwax en Weezer.

## NPO Radio 2 Top 2000
| Nummer met noteringen in de NPO Radio 2 Top 2000 | '16  | '17  | '18  | '19  | '20  | '21  | '22  | '23  | '24  |
| ------------------------------------------------ | ---- | ---- | ---- | ---- | ---- | ---- | ---- | ---- | ---- |
| Kids                                             | 1467 | 1498 | 1415 | 1933 | 1694 | 1610 | 1555 | 1650 | 1324 |

1. ↑  Een vetgedrukt getal geeft de hoogste notering aan.
2. ↑  2016 was het eerste jaar met een notering voor dit nummer.